# Roger Rosén
Roger Rosén, född 18 april 1974 i Arboga är en före detta svensk ishockeyspelare (forward).
Rosén inledde karriären hemma i IFK Arboga som på den tiden spelade i dåvarande div II. 1992 värvades han av Mora IK som då spelade i div 1.
Efter tre fina säsonger för Mora värvades han av Västerås IK i elitserien.
Roger Rosén gjorde fem säsonger för Västerås fram till dess nedflyttning till allsvenskan våren 2000.
Därefter spelade Rosén utomlands i den ryska och den danska ligan.
Säsongerna 2002/2003 2003/2004 spelade han för AIK. Säsongen 2004/2005 spelade han i Leksands IF där han var med och spelade upp laget tillbaka till elitserien.
Rosén vann två J-VM-silver med småkronorna 1993 samt 1994.
Roger Rosén har även en äldre bror, Johan Rosén som spelat bland annat för Luleå HF och Leksands IF. 
Rogers son, Isak född 2003 spelar i AHL

## Klubbar
- Leksands IF 2004-2005
- AIK 2002-2004
- SKA S:t Petersburg 2001-2002
- Fredrikshavn IK 2000-2001
- Västerås IK 1995-2000
- Mora IK 1992-1995
- IFK Arboga -1992